# Nyesa
Nyesa Valores Corporación S.A. es una empresa inmobiliaria española que cotiza en la Bolsa de Madrid.

## Historia
En 1950 se fundó en Barcelona una empresa siderúrgica llamada Industrias del Besòs, más tarde conocida como Inbesòs. En 1989 Inbesòs abandonó su actividad tradicional para dedicarse a las promociones inmobiliarias y ese mismo año empezó a cotizar en bolsa.
Por su parte, el grupo de construcción Horcona de Zaragoza, fundado por José Luis Bartibás Larragay, tenía una filial inmobiliaria llamada Naturaleza y Espacio S.A. (Nyesa) que en los primeros años del siglo XXI tuvo gran éxito en su negocio hasta que llegó la crisis financiera de 2008. Al truncarse su intento de entrar en bolsa, Nyesa optó por comprar la ya cotizada Inbesòs, suscribiendo totalmente una ampliación de capital por 663 millones de euros. Dos años más tarde el grupo cambió su denominación social a Nyesa Valores Corporación y fijó su sede en Zaragoza.
En 2011, durante la crisis económica española, y tras acumular una deuda de 1.300 millones de euros, Nyesa se acogió al preconcurso voluntario de acreedores y dejó de cotizar. Salió de dicha situación en 2018, gracias a la entrada en su accionariado del Banco Popular, cajas de ahorro aragonesas y la constructora OHL, a la venta del Hotel Macarena y a proyectos en Costa Rica y Rusia.Tres años más tarde logró firmar un reconvenio con sus acreedores.
Para noviembre de 2023, Nyesa tenía la menor capitalización de todas las empresas españolas cotizadas, con menos de 5 millones de euros. Unos meses después comenzó un proceso de fusión entre Nyesa y Henara.